# Nikolaos Kanabos
Nikolaos Kanabos, mittelgriechisch Νικόλαος Καναβός, († 1204) war Anfang 1204 für wenige Tage byzantinischer Kaiser.

## Leben
Nach dem Sturz von Isaak II. und dessen Sohn und Mitregenten Alexios IV. am 25. Januar 1204 trat eine Senats- und Priesterversammlung zusammen, um einen neuen Herrscher zu bestimmen. Nachdem mehrere Kandidaten, darunter ein gewisser Radenos, eine Ernennung abgelehnt hatten, fiel die Wahl am 28. Januar auf den Adligen Nikolaos Kanabos. Dies geschah jedoch ebenfalls gegen seinen ausdrücklichen Willen. Als Basileus hatte er praktisch keine politische Macht und soll nicht einmal die Hagia Sophia verlassen haben.
Der General Alexios Dukas Murtzuphlos, der bereits verantwortlich für die Absetzung des Herrscher-Duos war, hegte jedoch eigene Ambitionen auf den Thron. Er bot Nikolaos Kanabos einen wichtigen Posten an, sobald er selbst zum Herrscher ernannt würde. Nachdem Nikolaos Kanabos dieses Angebot ausgeschlagen hatte, ließ Alexios ihn am 3. Februar absetzen, inhaftieren und nur wenig später ermorden. Alexios bestieg anschließend als Alexios V. am 5. Februar 1204 selbst den Thron.